# Frictional Games
Frictional Games AB — шведський незалежний розробник відеоігор, розташований в Мальме, заснований в січні 2007 року Томасом Грипом і Йенсом Нільссоном. Компанія спеціалізується на розробці ігор в жанрі жахів на виживання, в яких практично відсутня бойова механіка. Вона найбільш відома по іграх Amnesia: The Dark Descent і Soma.

## Історія

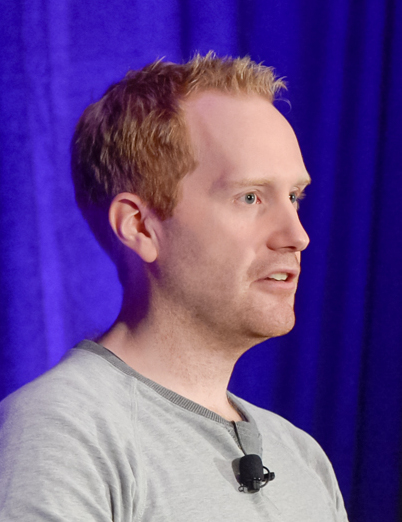
Томас Гріп, співзасновник Frictional Games, на конференції розробників ігор 2016 року

Компанія Frictional GamesGames була заснована Томасом Грипом і Йенсом Нільссоном. До заснування компанії обидва мали невеликий професійний досвід в індустрії відеоігор, виконуючи лише кілька позаштатних робіт. Вони почали співпрацювати, коли Нільссон приєднався до Grip on Unbirth, хобі-проекту, який згодом був скасований. Згодом вони співпрацювали над іншими проектами та офіційно заснували Frictional Games 1 січня 2007 року. Компанія була заснована в Гельсінгборзі, Швеція, хоча більшість членів працювали віддалено з інших частин Європи. Першою грою Frictional Games була "Penumbra: Overture», заснована на технічній демонстрації під назвою « Penumbra», випущена в 2007 році. Спочатку планувалося, що це буде перший епізод у трилогії, однак через проблеми з видавцем Lexicon Entertainment Frictional Games перейшла на партнерство з Paradox Interactive. У рамках Paradox дві ігри, що залишилися в трилогії, були випущені як одна гра під назвою Penumbra: Black Plague у 2008 році, а потім у тому ж році з'явився додатковий пакет розширень під назвою Penumbra: Requiem .
Протягом рівно трирічного періоду Frictional Games створив і самовидав Amnesia: The Dark Descent . Гра була випущена 8 вересня 2010 року й отримала в цілому схвальні відгуки, проте Frictional Games зазначила, що очікує, що грі буде важко стати популярною і прибутковою, з огляду на відсутність стороннього видавця. Гра Amnesia: The Dark Descent була продана в кількості 36 000 копій протягом першого місяця після виходу, і в цілому 1 360 000 копій протягом перших двох років, що принесло компанії загальний дохід в розмірі близько 3,6 млн доларів США, на відміну від їх бюджету на розробку в розмірі 360 000 доларів США. За словами Нільссона, команда Frictional Games не знала, як продовжити серію Amnesia, і боялася, що гра Amnesia, зроблена з помилками, «зазнає жалюгідного фіаско». Замість цього команда вирішила залучити The Chinese Room як стороннього розробника для розробки другої гри, даючи їм поради щодо аспектів жахів, в той час, як The Chinese Room відповідала за сюжет і розробку гри. Гра Amnesia: A Machine for Pigs була випущена Frictional Games у 2013 році.
Під час розробки A Machine for Pigs компанія Frictional Games сама почала роботу над новою грою, яка в підсумку стала Soma, анонсованої незабаром після виходу Amnesia: A Machine for Pigs. 22 вересня 2015 року компанія Frictional Games випустила Soma самостійно, отримавши в цілому схвальні відгуки та вищі початкові продажі, ніж у Amnesia: The Dark Descent протягом перших днів: Soma було продано 92 000 одиниць протягом десяти днів (на відміну від 10 000 продажів за перший тиждень Amnesia: The Dark Descent), і 450 000 одиниць у перший рік (на відміну від 390 000 продажів Amnesia: The Dark Descent за перший рік).
У 2016 році Frictional Ganes оголосила про початок створення двох нових, ще не анонсованих ігор, що стало результатом високої прибутковості Soma. До 2019 року вона також планує почати попереднє виробництво третьої неанонсованої гри У серпні 2017 року Frictional Games переїхала з Гельсінгборга в нові офіси на Stora Nygatan в Мальме. Приблизно в цей час у компанії було 16 співробітників. В офісах у Мальме була половина з 25 співробітників. Amnesia: Rebirth, продовження The Dark Descent, була анонсована з трейлером в березні 2020 року і вийшла в жовтні 2020 року.

## Двигун HPL
HPL Engine — це внутрішній ігровий движок Frictional Games. Названий на честь письменника Лавкрафта. Перша ітерація двигуна, HPL Engine 1, була використана для серії Penumbra. Ця ітерація була випущена як програмне забезпечення з відкритим вихідним кодом 12 травня 2010 року, більшість коду ліцензована за ліцензією GNU GPL-3.0 або новішої версії. HPL Engine 2 використовувався для Amnesia: The Dark Descent і Amnesia: A Machine for Pigs, а також для прототипів гри Gone Home.